# Angelica boninensis
Angelica boninensis là một loài thực vật có hoa trong họ Hoa tán. Loài này được Tuyama mô tả khoa học đầu tiên năm 1935.